# Fer llum de gas
Fer llum de gas, en anglès gaslighting, és una forma de manipulació que busca sembrar llavors de dubtes en un individu determinat o en membres d'un grup determinat, amb l'esperança de fer-los qüestionar-se la seva memòria, la percepció i la salut mental. Amb l'ús de la negació persistent, la distracció, la contradicció i la mentida, s'intenta desestabilitzar psíquicament l'objectiu i deslegitimar-ne les creences.
Els casos poden variar des de la negació d'un abusador tot dient que els incidents abusius anteriors no s'havien produït mai fins a la narració d'esdeveniments estranys per part de l'abusador amb la intenció de desorientar la víctima. El terme es remunta a una obra de teatre, Gas Light, de 1938 i a la seva adaptació cinematogràfica de 1944 (Gaslight). El terme s'ha utilitzat en la literatura clínica i de recerca així com en comentaris polítics.

## Etimologia

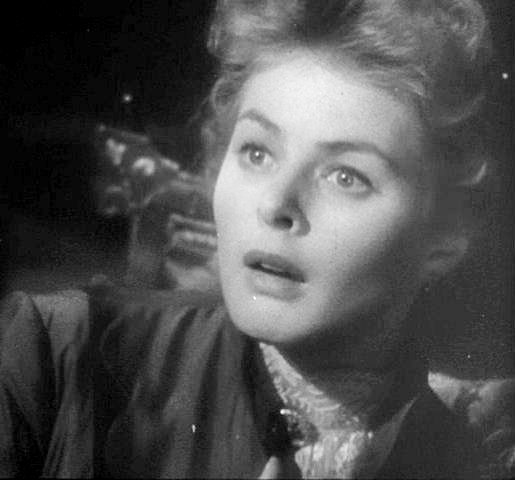
Ingrid Bergman en la pel·lícula de 1944 Gaslight

El terme s'origina en la manipulació psicològica sistemàtica d'una víctima pel personatge principal de l'obra de teatre Gas Light de 1938, coneguda als EUA com Angel Street, i les adaptacions cinematogràfiques estrenades en 1940 i 1944. En l'obra, un marit intenta convèncer la seva dona i altres que la dona s'està tornant boja, tot manipulant petits elements del seu entorn i insistint-li que ella està equivocada, que recorda coses incorrectament, i negant-li els canvis que ella troba. El títol original prové de l'enfosquiment de les llums de gas a la casa que succeeix quan el marit usa les llums de gas a l'àtic mentre busca un tresor amagat. La dona adverteix amb precisió les il·luminacions i analitza el fenomen, però el marit insisteix que només imagina un canvi en el nivell d'il·luminació.
El terme "gaslighting" (fer llum de gas) ha estat utilitzat col·loquialment des de la dècada del 1960 per descriure els esforços per manipular la percepció de realitat d'algú. En un llibre de 1980 sobre abusos sexuals en nens, Florence Rush va fer un resum de la pel·lícula Gaslight de George Cukor (1944), basada en l'obra de teatre, indicant que "fins i tot avui en dia la paraula gaslighting sol descriure un intent de destruir la percepció de realitat d'un altre".

## Ús
Les persones amb trastorns antisocials i narcisistes utilitzen freqüentment la tàctica del gaslighting. Els primers transgredeixen contínuament els costums socials, trenquen les lleis, i acostumen a convèncer amb les seves mentides, són de vegades persones encisadores, amb una permanent negació del mal que fan. Així, els qui han estat víctimes d'aquests poden dubtar en les seves percepcions de la realitat. Alguns cònjuges que abusen psicològicament de la seva parella poden fer llum de gas per a negar rotundament que han estat violents. Fer llum de gas pot donar-se en qualsevol relació –per exemple la relació entre pares i fills, amb qualsevol dels pares, dels nens, o tots, mentint als altres i intentant soscavar la percepció de la realitat.
L'objectiu final d'un abusador és fer que la seva víctima admeti les decisions del maltractador, qüestionant la víctima la seva salut mental, fent de pas més dependent la víctima de l'abusador. Una tàctica que degrada més l'autoestima de la víctima és que l'abusador ignori i després faci cas a la seva víctima, per tornar a ignorar-la, de manera que la víctima redueixi la seva autoestima i arribi a percebre's com menys digna d'afecte.
El gaslighting pot ser experimentat per víctimes d'assetjament escolar – en combinació amb altres mètodes psicològics i físics. El resultat pot conduir en l'individu a trastorns psicològics duradors, i fins i tot induir malalties, com ara la depressió o trastorns de la personalitat per evitació.
El gaslighting s'observa en alguns casos d'infidelitat marital: "els terapeutes poden contribuir a l'angoixa de la víctima a través del mal etiquetatge de les reaccions de la dona. […] Les conductes de llum de gas del cònjuge proporcionen una prescripció per 'crisis nerviosa' per a algunes dones, i porten al suïcidi en algunes de les pitjors situacions".

## Característiques generals
Entre les principals característiques del gaslighting trobem:
- La víctima recorda algunes situacions o converses que l'abusador nega.
- L'abusador tracta de convèncer la víctima que s'està equivocant i per això confon les coses. Arriba a convèncer la víctima que és responsable que tot surti malament.
- El maltractador repeteix de forma constant frases o paraules que apel·len a la bogeria de la víctima.
- Les víctimes experimenten alts nivells d'estrès constant i se senten infelices.
- L'abusador mai assumeix la culpa, al contrari, és una víctima dels altres. Dona la volta a les situacions i se situa com a víctima de tot el que fa l'altra persona.
- L'autoestima de les víctimes es veu afectada negativament.
- La víctima mai té la raó: l'abusador s'esforça a dur-li la contrària, fins i tot en temes banals.
- Els maltractadors menteixen molt sovint.

## Etapes delgaslighting
1. Desconfiança: en aquesta etapa, la víctima encara és conscient del seu propi criteri. Li agradaria obtenir l'aprovació de l'abusador però encara no en depèn.
2. Defensa: aquesta fase es caracteritza per la necessitat que sent la víctima de defensar-se a si mateixa. Busca proves de manera compulsiva per a demostrar que el gaslighter s'equivoca a les recriminacions. Comença la desesperació per a aconseguir la seva aprovació.
3. Depressió: en aquest punt de la relació, l'autoestima ja està bastant baixa. Qui pateix els abusos tracta de provar que el manipulador té raó, amb la creença que així començarà a actuar com l'abusador vol i finalment conseguirà la seva aprovació.[18]

## En psiquiatria clínica
La psicoteràpia i la psiquiatria s'han descrit com a formes de fer llum de gas en la qual el terapeuta o psiquiatra fa veure al pacient que ell és més brillant mentalment i que tot ho sap. Potencialment, això pot generar un conflicte en què els pacients no poden confiar en els seus sentiments i creuen llavors en les interpretacions que ofereix el terapeuta, les quals es presenten en forma de dubte o escepticisme sobre les valoracions i percepcions del pacient sobre el món. A més, el gaslighting s'ha observat entre pacients i personal d'hospitals psiquiàtrics.
En un article molt influent de 1981, sota el títol de Some Clinical Consequences of Introjection: Gaslighting (algunes conseqüències clíniques de la introjecció: gaslighting), Calef i Weinshel van argumentar que fer llum de gas implica la projecció i la introjecció en conflictes psicològics des de l'agressor a la víctima: "aquesta imposició es basa en un tipus molt especial de "transferència"... de conflictes mentals dolorosos i potencialment dolorosos". Els autors exploren una gran varietat de raons per la qual les víctimes arriben a tenir "una tendència a incorporar i assimilar el que altres externalitzen i projecten en ells" i conclouen que fer llum de gas pot ser "una configuració altament estructurada i molt complexa que engloba contribucions de molts elements de l'aparell psíquic". Dorpat (1994) el descriu com un exemple de la identificació projectiva.
Respecte a les dones en particular, Hilde Lindemann argumenta amb èmfasi que, en aquests casos, la capacitat de la víctima de resistir la manipulació depèn de "la seva capacitat de confiar en els seus propis judicis".

## En política
Maureen Dowd va ser un dels primers a utilitzar el terme en el context polític, per descriure l'ús de l'administració de Bill Clinton de la tècnica de sotmetre al president de la Cambra de Representants, el republicà Newt Gingrich, a petites humiliacions destinades a provocar-lo a fer públiques queixes que "el fessin semblar histèric". Pot formar part d'una estratègia global d'assassinat de la reputació.
Tot descrivint la prevalença d'aquesta tècnica en la política dels EUA de les últimes dècades, Bryant Welch va indicar en el seu llibre State of Confusion: Political Manipulation and the Assault on the American Mind (Estat de confusió: la manipulació política i l'assalt a la ment nord-americana):
| « | Dir que Lee Atwater, Karl Rove, Fox News van començar a fer llum de gas o que ho va fer qualsevol altre grup, no és cap errada. Fer llum de gas es fa per la combinació de tècniques modernes de comunicació, màrqueting i publicitat amb mètodes de propaganda de llarga durada. Aquestes tècniques les faran servir per aquells que tinguin suficient ambició i facin un us psicològic d'elles. | » |

Frida Ghitis utilitza el terme gaslighting per descriure les relacions globals de Rússia. Forces militars russes van anar a Crimea, i els oficials russos van negar contínuament la seva presència i van manipular la desconfiança dels grups polítics a favor seu.
Els periodistes, tant del New York Times Magazine com del Teen Vogue, així com els psicòlegs Bryant Welch, Robert Feldman i Leah McElrath, han descrit algunes de les accions de Donald Trump durant la campanya per a les eleccions presidencials dels EUA 2016 i el seu mandat com a president com a exemples de gaslighting. Ben Yagoda va escriure en la publicació Chronicle of Higher Education (crònica de l'educació superior), el gener de 2017, que el terme gaslighting s'havia convertit de nou en un tòpic, a conseqüència del comportament de Trump, indicant la tendència de Trump a dir 'X', i en alguna data posterior, declarar amb indignació que, "jo no vaig dir 'X', de fet, jo mai somniaria en dir 'X'".

## En la ficció
Gaslighting va ser un tema principal en un argument de 2016 de la telenovel·la de ràdio de la BBC The Archers. La història va tractar l'abús emocional d'Helen Archer per la seva parella i el seu marit, Rob Titchener, al llarg de dos anys, i va arrossegar molta discussió pública sobre el fenomen.

## Altres fonts
- Calef, Victor; Weinshel, Edward M. «Some Clinical Consequences of Introjection: Gaslighting». Psychoanalytic Quarterly, 50, 1-1981, pàg. 44–66. PMID: 7465707.
- Portnow, Kathryn. Dialogues of Doubt: The Psychology of Self-Doubt and Emotional Gaslighting in Adult Women and Men.  Harvard Graduate School of Education, 1996. OCLC 36674740.
- Santoro, Victor. Gaslighting: How to Drive Your Enemies Crazy.  Loompanics Unlimited, 30 juny 1994. ISBN 978-1-55950-113-2. OCLC 35172282.
- Stern, Robin. The Gaslight Effect: How to Spot and Survive the Hidden Manipulation Others Use to Control Your Life.  Random House Digital, 1 maig 2007. ISBN 978-0-7679-2445-0 [Consulta: 6 gener 2014].